# Raphaël Glorieux
Raphaël Glorieux (Quévy, Hainaut, 26 de gener de 1929 - Montigny-le-Tilleul, 19 d'agost de 1986) va ser un ciclista belga que va ser professional entre 1952 i 1956. Com amateur va guanyar una medalla de plata al Campionat del món de persecució de 1951 i va participar en els Jocs Olímpics de 1948.

## Palmarès
- 1949
  -  Campió de Bèlgica amateur en persecució
- 1950
  -  Campió de Bèlgica amateur en persecució
- 1951
  - 1r a la Brussel·les-Opwijk
  -  Campió de Bèlgica amateur en persecució
- 1952
  -  Campió de Bèlgica en persecució
- 1953
  -  Campió de Bèlgica en persecució